# Množenje vektorja s številom
Množenje vektorja s številom (tudi množenje vektorja s skalarjem) je matematična operacija, ki številu (skalarju) {\displaystyle n} in vektorju {\displaystyle {\vec {a}}} priredi vektor {\displaystyle n{\vec {a}}}.
Opozorilo: Množenje vektorja s skalarjem ni isto kot skalarni produkt – teh dveh računskih operacij ne smemo zamenjevati.

## Definicija
Rezultat množenja vektorja {\displaystyle {\vec {a}}} s številom {\displaystyle n} je vektor {\displaystyle n{\vec {a}}}, določen z naslednjimi lastnostmi:
- Vektor {\displaystyle n{\vec {a}}} je vzporeden z danim vektorjem {\displaystyle {\vec {a}}}.
- Dolžina vektorja {\displaystyle n{\vec {a}}} je {\displaystyle |n|}-krat tolikšna kot dolžina vektorja {\displaystyle {\vec {a}}}.
- Če je {\displaystyle n>0}, je {\displaystyle n{\vec {a}}} enako orientiran kot {\displaystyle {\vec {a}}}; če je {\displaystyle n<0}, pa je {\displaystyle n{\vec {a}}} orientiran nasprotno kot {\displaystyle {\vec {a}}}.
- Če množimo vektor {\displaystyle {\vec {a}}}  s številom {\displaystyle 0}, dobimo ničelni vektor {\displaystyle {\vec {0}}}.

Množenje vektorja s (pozitivnim) številom torej pomeni razteg ali skrčitev vektorja, njegova smer pa ostane nespremenjena.

## Lastnosti
Množenje vektorja s številom ima naslednje računske lastnosti:
- Distributivnost glede na seštevanje števil: {\displaystyle (n+m){\vec {a}}=n{\vec {a}}+m{\vec {a}}}
- Distributivnost glede na seštevanje vektorjev: {\displaystyle n({\vec {a}}+{\vec {b}})=n{\vec {a}}+n{\vec {b}}}
- Homogenost: {\displaystyle n(m{\vec {a}})=(nm){\vec {a}}=m(n{\vec {a}})}
- Nevtralni element je število 1: {\displaystyle 1\cdot {\vec {a}}={\vec {a}}}

V običajnem trirazsežnem prostoru lahko vektor zapišemo kot: 
{\displaystyle {\vec {a}}={\begin{bmatrix}a_{1}\\a_{2}\\a_{3}\end{bmatrix}}}
Pri množenju takega vektorja številom {\displaystyle n} se vse tri koordinate pomnožijo z {\displaystyle n}:
{\displaystyle n{\vec {a}}={\begin{bmatrix}na_{1}\\na_{2}\\na_{3}\end{bmatrix}}}

## Posplošitve
Računsko operacijo množenje vektorja s skalarjem v matematiki posplošimo tudi na večrazsežne vektorje. Pri množenju takega vektorja številom {\displaystyle n} se vse koordinate (komponente) pomnožijo z {\displaystyle n}.
Posplošimo lahko tudi pojem "skalar" oziroma "število": namesto običajnih realnih števil lahko uporabimo na primer kompleksna števila ali tudi elemente kakšnega drugega matematičnega obsega.